# カッショクハイエナ
カッショクハイエナ（褐色鬣犬、学名: Hyaena brunnea）は、ハイエナ科シマハイエナ属に分類される食肉類。本種のみでParahyaena属を構成する説もある。

## 分布
アンゴラ南西部、ジンバブエ、ナミビア、ボツワナ南東部、南アフリカ共和国
模式標本の産地（基準産地・タイプ産地・模式産地）は、喜望峰。

## 形態
頭胴長（体長）110 - 140センチメートル。尾長20 - 27センチメートル。体高65 - 88センチメートル。体重35 - 50キログラム。平均11.2センチメートルの、暗褐色の粗い体毛で被われる。独名Schabrackenhyaeneは、本種の長い体毛に由来する。頭部は灰色。

## 生態
夜行性で、昼間は穴の中で休む。カラハリ南部では、行動圏は235 - 480平方キロメートルに達するという報告例もある。時速4キロメートルで歩行するが、時速40 - 50キロメートルで走行することもできる。カラハリ南部では1日のうち42.6 %を食物の探索に費やし、1晩あたり2 - 54キロメートル（平均32キロメートル）を移動したという報告例もある。
主に動物の死骸を食べるが、甲虫類やシロアリ類などの昆虫、鳥類の卵、スイカなどの果実なども食べる。トビウサギ類、スプリングボックの幼獣、オオミミギツネなどの小動物を捕食することもある。沿岸部ではカニ類、魚類、鳥類、海岸に打ち上げられた海洋哺乳類などを食べる。独名やアフリカーンス語の名称であるStrandwolfは英名のBeach wolfと同義で、海岸で採食を行うことに由来する。語食物は単独で探し、死骸などは群れで分配する。水分は主にスイカなどの果実から摂取し、飲めるときには飲むと考えられているものの水を必要としない。
野生下ではカラハリ南部で12年以上の生存例が報告されており、飼育下でも13年以上の生存例が報告されている。

## 人間との関係
骨などが薬用になると信じられていたり、スポーツハンティングの対象とされることもある。
2015年の時点では、生息数は安定していると考えられている。一方で害獣としての駆除、イヌによる捕食などによる影響が懸念されている。1975年のワシントン条約発効時にワシントン条約附属書Iに、1995年からはワシントン条約附属書IIに掲載されていたが、2000年に掲載が抹消された。
日本では2021年の時点でハイエナ科単位で特定動物に指定されており、2019年6月には愛玩目的での飼育が禁止された（2020年6月に施行）。